# Rhynchomicropteron beaveri
Rhynchomicropteron beaveri är en tvåvingeart som beskrevs av Ronald Henry Lambert Disney 1979. Rhynchomicropteron beaveri ingår i släktet Rhynchomicropteron och familjen puckelflugor. Inga underarter finns listade i Catalogue of Life.